# Мцване

Вино з мцване вироблене за кахетинською технологією

Мцване або Мцване кахурі (від кахетинського მწვანე — зелений) — грузинський сорт білого винограду та відповідно сортів вина. Походить з регіону Кахетія підніжжя Кавказьких гір в Західній Грузії. Використовується як технічний сорт для виробництва різних типів вина. Не слід плутати цей сорт з сортом мцване горулі, який вирощується у районі міста Горі.

## Розповсюдження
Мцване культивується у Східній Грузії, переважно в Кахетії. За межами Грузії Мцване можна обмежені площі виноградників є в Україні, Вірменії, Азербайджані та Дагестані, Молдові.

## Характеристика сорту

### Ботанічний опис
Листя середньої величини (18-18,5 см), темно-зеленого кольору. Форма округла, рідко може бути злегка овальною. Лист п'ятилопатевий, рідше — трилопатевий. Квітка двостатева, добре структурована. Тичинки стоять вертикально, у квітці п'ять, рідше шість тичинок. Відношення довжини тичинок до висоти маточки дорівнює 1,25 або 1,5. Маточка округлої конусоподібної форми, з добре зображеним стовпчиком і дволопатевим носом.
Гроно мцване середнього розміру, довжиною близько 12-17 см і шириною 9-15 см. Розмір середнього грона — 14х10,5 см, воно широкої конусоподібної форми, має плече, яке може бути половиною або 2/3 його довжини. Ягоди розташовані, як правило, досить щільно, або рідко можуть бути рихлими. Середня вага грона 165-170г, містить близько 118 ягід, більш ніж половина з них великі, а решта помірні або маленькі. Ягоди досить міцно прикріплені до нього.
Ягода. Більшість ягід середніх розмірів, близько 1,35-3,8 см завдовжки та 1,2-1,6 см в ширину, середній розмір — 1,45х1,25 см. Форма овальна, ширша в середній частині із закругленим кінцем; шкірка тонка, легко відокремлюється від м'якоті, вкрита плямами кутину, які надають ніжну зеленувату забарвлення. Колір жовтувато-зелений. Перезрілі ягоди Мцване набувають коричневої засмаги на сонячній стороні. Для цього сорту характерно інтенсивне цукронакопичення й одночасно висока кислотність. Сік прозорий, солодкий і приємний, з дуже ніжним оригінальним ароматом.

### Агротехнічні особливості
Мцване забезпечує високу врожайність у сприятливих кліматичних та ґрунтових умовах. Період від початку розпускання бруньок до повної зрілості ягід приблизно 160 діб при сумі активних температур 3000-3200 °C. Сила росту кущів середня. Для мцване характерна низька стійкість до мільдью і вкрай низька до оїдіуму; середня стійкість до філоксери; висока зимостійкість (другий по зимостійкості серед грузинських сортів після Ркацителі); вразливість до посух, що обумовлює необхідність регулярного поливу в посушливі періоди; висока залежність від ґрунтово-кліматичних умов.

## Характеристика вина
Мцване використовується для виготовлення білих вин європейського та кахетинського типу (так зване бурштинове вино). Виготовлене за європейським методом вино з мцване зеленувато-солом'яного кольору, має живий, ніжний, гармонійний смак. При витримці воно набуває характерний сортовий букет з сильним ароматом фруктів. Вино, виготовлене кахетинським методом, темно-солом'яного кольору, має більш повний і багатий смак, його аромат сильніше і приємніше. Крім моносортових вин мцване додають у купажі, зазвичай з ркацителі, для підсилення аромату вина.

## Виноски
1. 1 2  Mtsvane. Архів оригіналу за 22 грудня 2019. Процитовано 22 грудня 2019. Mtsvane(англ.)
2. 1 2 3  Мцване — один из ценнейших белых сортов винограда. Архів оригіналу за 22 грудня 2019. Процитовано 22 грудня 2019. Мцване — один из ценнейших белых сортов винограда(рос.)
3. ↑  Мцване кахетинский. Архів оригіналу за 15 грудня 2019. Процитовано 22 грудня 2019. Мцване кахетинский(рос.)
4. ↑  [https://allwine.ge/ru/blog/rogori-rvinoa-mwvane-kaxuri-romelsac-secdomit-manavis-mwvanesac-uwodeben_0/%5Bнедоступне+посилання%5D Вино Мцване Кахури][недоступне посилання](рос.)